# Willem van Guimerà
Willem van Guimerà of voluit Willem van Guimerà en Abella (geboren in ? te Ciutadilla - overleden in 1396 te Barberà de la Conca) was een prominent lid van de hospitaalridders en de zesde president van de Generalitat in Catalonië. Hij werd benoemd tijdens de Corts Catalanes van Montsó in 1376.
Hij is afkomstig uit een oud adellijk geslacht. Nog heel jong trad hij in de Orde van Sint-Jan in, waar hij snel zou opklimmen in de hiërarche en het uiteindelijk tot groot prior van de Hospitaalridders zou maken. Hij begon als commandeur van het baljuwschap Amposta (1333), later Villel (1337), Horta d'Amposta (1349), procurator van de kasselrij Amposta bij de meester van Sant Pere de Rodes (±1551, comandeur van Tortosa en Granyena (1359-1366). In 1366 zal hij de comanderie van Tortosa ruilen voor die van Barberà. Vanaf 1376 zal hij op vraag van paus Gregorius XI ook nog de comanderie van Ulldecona overnemen. In 1372 wordt hij verkozen als regent van het groot priorschap Catalonië, een functie die hij tot aan zijn dood in 1396 zal bekleden. Tijdens de oorlog tussen Peter IV (III) van Catalonië en Aragon en Jaume IV van Mallorca, benoemt Peter IV hem tot procurator in Rosselló. Pere IV waardeert zijn militair inzicht en gevoel voor goed beheer en hij benoemt hem tot bestendig lid van de Catalaanse Staten, waarin hij de geestelijkheid vertegenwoordigt. In 1376 wordt hij ambassadeur van Pere IV bij Gregorius XI, die hij bij zijn terugkeer naar Rome begeleidt. Wegens verspilling van openbare fondsen wordt hij in 1377 afgezet en trekt zich uit de politiek terug.